# Fibra tèxtil
Una fibra tèxtil és un material fibrós, d'origen natural o químic, destinat a la fabricació de productes tèxtils. Està format per filaments prims i allargats que tenen entre 10 i 50 µm de gruix i fins a 50 mm de llargada.
El procés que transforma la fibra tèxtil en fil s'anomena filatura, que precedeix el tissatge en la principal aplicació de les fibres tèxtils: la confecció de teles, roba, cordes, etc. També s'utilitzen per a la fabricació d'aïllants, filtres i com a components de materials compostos. Les fibres tèxtils solen classificar-se en tres grans categories segons la procedència: fibres naturals, artificials i sintètiques. Molts fils són filat d'una mescla de tipus de fibra, per obtenir un aspecte estètic o tècnic particular com el cotó i la seda, per obtenir una brillantor, o cotó amb elastà per augmentar l'elasticitat.

## Fibres naturals
Tal com indica el seu nom, les fibres naturals s'obtenen directament de la natura sense tractament previ. Per aquesta raó, ja foren utilitzades en les antigues civilitzacions: el lli a l'antic Egipte; el cotó a la civilització de la vall de l'Indus i a la civilització inca; la seda a l'Antiga Xina, i la llana a l'Europa meridional. Les fibres naturals se subdivideixen segons el seu origen en vegetals, animals o minerals.
Fibres d'origen vegetal
Estan constituïdes, bàsicament per cel·lulosa, en alguns casos com el cotó, gairebé pura, però, normalment, acompanyada d'altres substàncies com la lignina. Les fibres d'aquest tipus s'obtenen de diferents parts dels vegetals, per exemple: 
- el fruit: com la fibra de coco, que s'obté dels filaments adherits a la closca del fruit del cocoter, o el cotó, que s'obté del fruit de la cotonera.
- la tija o el tronc:com en el cas del lli, el cànem, el jute i el rami.
- les fulles: com per exemple l'espart i la ràfia.

Fibres d'origen animal
Estan constituïdes bàsicament per proteïnes i s'obtenen a partir del pèl o la llana d'alguns animals, o bé de filaments segregats per certs cucs.
Les més importants són:
- la seda, que s'obté desenrotllant els capolls que fabrica el cuc de seda.
- la llana que s'obté de l'esquilada d'alguns animals com l'ovella i la llama, i també del pèl d'alguns animals, com la cabra. En són exemples el pèl de la cabra de la zona del Caixmir, regió de l'Índia, i el pèl d'Angora, dels quals es fabriquen peces de roba molt apreciades.

Fibres d'origen mineral
Procedeixen de materials inorgànics, com és el cas de l'amiant i la fibra de vidre. Aquestes fibres s'utilitzen, per exemple, per confeccionar teixits per a la indústria gràcies al seu bon comportament davant les altes temperatures. Actualment es restringeix la seva aplicació pel risc per a la salut humana.

## Fibres artificials
Una fibra artificial està creada a partir de primeres matèries naturals que se sotmet a tractaments químics que la transformen per poder ser introduïda en la filatura.

## Fibres sintètiques
Utilitzen components químics.
- Monocomponents:Poliamida fibres polièster, pliacrílic, fibres modracríliques, fibres olefíniques, fibres spandex i fibres aramídiques.
- Microfibres:Fibres polimídiques, fibres poliester, fibres acríliques.

## Propietats
Les propietats més importants de les fibres tèxtils són les següents:
- Resistència a la tracció, permet suportar els esforços del tissatge.
- Elasticitat, proporciona comoditat i adaptabilitat de la roba al cos.
- Uniformitat, permet obtenir productes més homogenis.
- Higroscopicitat, dona poder d'absorció de la humitat a les teles i permet evitar possibles al·lèrgies.
- Aïllament tèrmic, proporciona abric a l'hivern i frescor a l'estiu.
- Suavitat al tacte, suavitza el contacte directe amb la pell (fregaments).
- Resistència als productes químics, facilita la tintura i el rentatge.